# Senantikens konst
Med senantikens konst avses den konst som producerades i det romerska riket från sent 200-tal till omkring år 500.
Decennierna före år 300 genomgick det romerska riket en dramatisk förändring. Kejsardömet blev en despotisk diktatur där kejsaren blev en gudomlig kung, medborgarna förvandlades till undersåtar, det mänskliga sinnet "förandligades", och människorna började sträva efter ett bättre liv efter detta. I konsten visade detta sig genom att 
1. härskaren framställdes i ett värdeperspektiv,
2. kompositionen lade in ett oöverstigligt avstånd mellan härskaren och hans underlydande
3. de grekiska proportionsreglerna ersattes med en subjektiv värdeskala: Ögon och huvuden gjordes enorma; kraniet underdimensionerades.
4. naturalism och realism undanträngdes av kolossala proportioner och stereotyper

I arkitekturen var en avskalad, ”funktionell” murverkan vanlig men även nya klassicerande stilar introducerades.
- Konstantinbågen, Rom, 300-talet
- Ludovisitronen, Rom, cirka 250
- Konstantin, kolossalstaty
- Porta Nigra, Trier, 300-talet

I provinserna kom regionala stilar att ersätta den romersk-hellenistiska klassicismen. I Egypten uppstod den så kallade koptiska konsten och bortom Palestina den sassanidiska. Dessa regionala stilar var ofta mer expressiva än konsten i Rom. 
Viktigt under perioden var framväxten av kristendomen som tidigt anammade den romerska konsten och arkitekturen.
- Junius Bassus sarkofag, Rom, cirka 359
- Galla Placidias mausoleum, Ravenna, 430
- Santa Sabina, Rom, 430